# UFM 100.3
UFM100.3是新加坡新报业媒体有限公司（英语：SPH Media Trust）华文媒体集团旗下经营的一家调频广播电台，广播的频率為FM 100.3MHz。此台的前身为「职总心电台 FM100.3」，成立于1991年，隶属于新加坡的全国职工总会 (NTUC)，而后被新加坡报业控股收购，并于2001年10月3日以全新的节目类型与名称开播至今。「UFM100.3」是一家音乐资讯电台，主要以华语进行广播，全天候播放最熟悉的90年代至当下的华语流行音乐，并且提供保健、生活、娱乐、旅游、新闻時事等节目。现今的台呼是 "UFM1003, U选好歌，非听不可"。该台为新报业媒体有限公司两条中文频道之一，同样所属新报业媒体的还有姐妹台96.3好FM。

## 历史
1991年3月2日，位于汤申路新加坡劳工基金大厦的「职总心电台 FM100.3」， 在试播了两个月后，开始正式对外广播，并由时任副总理的王鼎昌主持开幕仪式。当时的粉红色心形台标也是由王鼎昌设计的。「职总心电台」是「新加坡全国职工总会」成立的第一家中文电台频道，亦是继新传媒两家中文电台之后的第三家华语调频电台。当年为了加强主持人的亲和力，8个全职的广播员都以一颗「心」来命名，比如关心、真心、安心、知心等。在90年代初，八颗心主播各以不同的主持风格色彩佔据了广播天空的不同方位。
年表
- 2001年，「职总心电台 FM100.3」进入了新的发展阶段，「新加坡全国职工总会」与「新加坡报业控股有限公司」组成了《报业控股联盟传讯》，并以联盟的方式共同经营广播电台产业。同年10月3日启播时以「UFM1003」正式对外发声。
- 2006年4月1日，「UFM1003」易名为「电台1003」。
- 2007年11月，「电台1003」乔迁新址，由新加坡劳工基金大厦搬迁到临近的大巴窑北路1000号的报业中心总部。
- 2009年，新加坡报业控股推出了由联合晚报、电台1003、omy.sg和优1周主办的首届《新加坡e乐大赏》，该年度奖项旨在表彰新加坡和亚洲娱乐界最优秀的人才。
- 2010年，「电台1003」受邀加入全金音乐联盟，并成为该联盟的主要会员台之一。
- 2012年7月19日，电台团队重新使用「UFM100.3」作为名称，并更换台标。新台呼为"UFM 100.3是生活。音乐更精致，谈话更精彩！"。
- 2012年10月, 为庆祝11周年台庆，推出新一系列的U-Shine《从关怀出发》活动，每个月份都会出发去关怀不同的群体。
- 2015年1月，新加坡报业控股从「职总媒体合作社」手中收购「UFM100.3」的其余股份， 并将「UFM100.3」改纳入其华文媒体集团。
- 2018年9月6日，「UFM100.3」斥资约20万新元打造最先进科技的全新广播室“开张大吉”，并正式启用。
- 2021年4月20日，新加坡报业控股推出新应用程序app《Awedio》, 让听众可以实时收听电台广播与播客节目。
- 2021年10月3日，「UFM100.3」再度在冠病疫情下庆祝20岁生日，举办一个线上直播《20周年台庆全体DJ与你有约》活动。 （页面存档备份，存于）
- 2021年12月，新加坡报业控股旗下的媒体业务进行转让，目前已转隶新成立的新报业媒体有限公司。
- 2022年1月，为支持周星瞿基金慈善的阅读计划《一书一故事》，「UFM100.3」和「96.3好FM」两家华语电台的DJ倾巢而出拍摄朗读故事视频，协助本地的小学筹集华文童书。
- 2024年7月1日，「UFM100.3」以全新的阵容，8位主持热情启动，精彩下半年，洗牌换班继续 FUN！

## 简介
随着新加坡各個中文电台逐漸发展出所謂的类型電台，并朝向「分众」与「市场区隔」的趋势发展。目前的「UFM 100.3」是一家以流行音樂、生活资讯并重的电台，主要针对35岁至44岁的听众群，选播他们最喜欢、最熟悉的90年代至当下最好听的U选华语流行音乐。除了播放音乐节目，听众还可以听到各类的生活、时事、保健、娱乐等高品质、符合流行趋势的综合资讯节目。「UFM 100.3」也配合忙碌都市人的需求提供每小时的新闻报道，让新加坡人掌握最多的本地及全球消息。另外，「UFM 100.3」也会播出寓教于乐的小单元比如《暖新聞》、《心灵小故事》、《一天一悟》等来分享激励故事，人生哲理，给予听众满满的正能量。
「UFM 100.3」的团队亦会定期带领听众们参与有意义的慈善活动，并通过其年度的U-Shine关怀计划，来提高民众的公益慈善意识，并鼓励他们帮助和关怀弱势团体。「UFM 100.3」主持风格活泼亲切的广播员会组团跟着听众一起出国旅行，到处品尝美食并拉近彼此的距离。此台也是全金音乐联盟七大主要会员台之一，该联盟把全世界10多家的顶尖华语电台连成了一线， 共同创办全球华语音乐最大的平台，汇集全球最新华语流行歌曲排行，创建具指标性、权威性的榜单。 
新应用程序《Awedio》面世了
为了触及更广大的听众群体， 「UFM 100.3」推出了免费的数码音频串流应用程序app《Awedio》，用户不管在何时何地都可以透过网络实时收听电台的节目，也可透过网络播客获取多元内容与资讯。新应用程序除了不间断播放旗下五家电台的广播节目，也提供内容多样化的本土播客（podcast）。五家电台是英语电台「MONEY FM 89.3」、「ONE FM 91.3」、「Kiss92 FM」以及华语电台「96.3好FM」与「UFM 100.3」。有了新应用，用户若错过喜爱的电台节目，可透过点播（on demand）方式追听节目播客。

## 特色
- 从早晨到傍晚的时段，提供每小时华语新闻报道，还有对突发路况的报道和天气预报等公共服务。
- 每个星期五晚上7点至8点，「UFM 100.3」与联盟电台的主持人不仅从全球电台DJ的专业角度来推荐音乐、还会根据流量点播和当周的话题为《全金音乐联盟》之《啦啦啦热歌推荐》介绍热门歌曲。
- 「UFM 100.3」亦会进行《U选1000》的音乐排行榜活动，一般是邀请听众由网上投票投选出最喜欢的中文歌曲。这是新加坡规模最大的音乐排行榜，让最好听的一千首中文歌曲来个大比拼。该电台在2024年已成功举办了12届的音乐排行榜活动。
- 「UFM 100.3」也会举办新加坡年度平民选秀《广播歌王》比赛。这是个不管年龄外貌，无论歌手素人，只用歌艺来较量的比赛。《广播歌王》的参赛者无需用真实的姓名，无论是上脸书直播还是在电台打歌宣传一概不露脸。冠军是由听众实名制，投票投选出他们心目中歌声最棒的广播歌王。「UFM 100.3」亦希望借此节目帮助听众一圆歌手之梦。

## 新闻時段
「UFM100.3」的《新闻快报》时长约3-5分钟左右, 通常由当班的广播员负责播报的工作。在播报新闻之前，主持人会提供天气预报, 听众也会收听到路况提醒。
| 节目名称            | 时間                                       | 备注          |
| ------------------- | ------------------------------------------ | ------------- |
| 新闻快报            | 星期一至五 07:00~19:00                     | 时长為3-5分钟 |
| 新闻快报            | 星期六至日/假日 10:00、12:00、15:00、18:00 | 时长為3-5分钟 |
| 本週新聞熱點 - 國際 | 星期六 10:01、14:01                        | 时長為2分鐘   |
| 本週新聞熱點 - 本地 | 星期日 10:01、14:01                        | 时長為2分鐘   |

## 现有节目
周一至五全职DJ
- 《The Play Show》(6AM - 10AM) - 丽梅、靖禾、承尧 (早上8点15分至9点 邀请表演嘉宾来到直播室)
- 《我是你的咖啡音》(10AM - 1PM) - 欣盈 (星期一至三) Xavier 鸿裕 (星期四和五)
- 《一搭子，下午茶》(1PM - 4PM) - 克敏 (特别邀请表演嘉宾来到直播室) (代班职: 轮流DJ)
- 《啦啦啦4到8》(4PM - 8PM) - 文鸿、嘉怡 (Xavier 鸿裕 星期一至三)、(代班: Meekia 又任)
- 《谢谢每个晚安》(8PM - 12AM) - 于玲 (代班: Alan 家卫, Physilis 诗慧, Meekia 又任)
- 《全金音乐联盟》之《啦啦啦热歌推荐》(7PM - 8PM, 星期五）- 承尧、靖禾、嘉怡 (轮流主持)

周末兼职DJ
- 《UFM100.3 周末班》(10AM - 2PM / 3PM - 7PM) - Alan 家卫、Aaron 优玮、Phyllis 诗慧、Felicia 美洁、Ellison 宇泱、裕婷、Meekia 又任/、Jo 小玖、Joey (轮流主持) 每逢星期六和天 上午11:15分至中午12点 邀请嘉宾来到直播音室)

## 廣播劇
- 2025《東京鐵塔：老媽和我》（20集）

## 现任电台节目总监
- 洪菁云

## 现任副音乐总监
- 李欣盈

## 现任DJ／总监档案
| 职位              | 本名                                                                                      | 昵称与脸书账号                                                                             | 节目名称                                                                         |
| ----------------- | ----------------------------------------------------------------------------------------- | ------------------------------------------------------------------------------------------ | -------------------------------------------------------------------------------- |
| 资深DJ/创意总监   | 黄文鸿                                                                                    | 文鸿                                                                                       | 啦啦啦4到8 @ 16:00 - 20:00                                                       |
| 资深DJ            | 叶丽梅                                                                                    | 丽梅                                                                                       | The Play Show @ 06:00 - 10:00                                                    |
| 资深DJ            | 罗克敏                                                                                    | 克敏                                                                                       | 一搭子，下午茶 @ 13:00 - 16:00                                                   |
| 资深DJ            | 苏于玲                                                                                    | 玲                                                                                         | 谢谢每个晚安 @ 20:00 - 0:00                                                      |
| 节目总监          | 洪菁云                                                                                    | 菁云                                                                                       | 你好啊，傍晚 @ 16:00 - 20:00 @ 96.3好FM                                          |
| 资深DJ/节目制作人 | 张承尧                                                                                    | 承尧                                                                                       | The Play Show @ 06:00 - 10:00 全金音乐联盟 (啦啦啦热歌推荐）@ 每周五 19:05-20:00 |
| 资深DJ/副音乐总监 | 李欣盈                                                                                    | 欣盈                                                                                       | 我是你的咖啡音 @ 10:00 - 13:00                                                   |
| 资深DJ            | 詹靖禾                                                                                    | 靖禾                                                                                       | The Play Show @ 06:00 - 10:00 全金音乐联盟 (啦啦啦热歌推荐）@ 每周五 19:05-20:00 |
| 资浅DJ            | 沈嘉怡                                                                                    | 嘉怡                                                                                       | 啦啦啦4到8 @ 16:00 - 20:00                                                       |
| 资浅DJ            | 马鸿裕 (Xavier)                                                                           | 鸿裕 (Xavier)                                                                              | 啦啦啦4到8 @每周一至三16:00 - 20:00 我是你的咖啡音@每周四、周五 10:00-13:00      |
| 周末班DJ          | Alan 家卫/Aaron 优玮/Ellison 宇泱/Felicia 美洁/Phyllis 诗慧/裕婷/Meekia 又任/Jo 小玖/Joey | Alan 家卫/Aaron 优玮/Ellison 宇泱/Felicia 美洁/Phyllis 诗慧/裕婷/ Meekia 又任/Jo 小玖/Joey | 周末节目 @ 10:00 - 14:00 / 15:00 - 19:00                                         |

## 已离职的总监和DJs
- TP 胡天培 (已在2021年11月中旬离职,现在是在中国的一家串流媒体音乐平台工作）
- 林良泉 (现为8世界新闻新传媒主播)
- 冯剑斌 (现为友台958城市频道DJ)
- Pornsak (现在是中医兼明星主持人)
- 林宝宝 (现在是剧场工作者)
- 杨君伟 (现在是媒体人)
- 彦维小二 (现在是医美营销总监)
- 小猪 (吴婉君)
- 刘伟龙
- 李庆鸿 (兼职周末DJ)

## 曾有著名节目
- 《UFM众议院》
- 《低空飞行》
- 《夜描夜黑》
- 《漫游 Urban Night》
- 《生活加工厂》
- 《一切从问题开始》
- 《优势流行榜 U Chart》